# 草地鹤虱
草地鹤虱（学名：Lappula pratensis）为紫草科鹤虱属的植物，是中国的特有植物。分布在中国大陆的新疆等地，生长于海拔2,300米至2,800米的地区，多生在山地针叶林带阳坡草地以及河谷草地，目前尚未由人工引种栽培。